# 刘世伟
刘世伟（1963年3月—），中华人民共和国政治人物，河南禹州人。1982年7月参加工作，1984年12月加入中国共产党，在职研究生，管理学博士。曾任河南省人力资源和社会保障厅厅长、河南省人民政府秘书长等职务。

## 生平
刘世伟长期在河南省府任职。2003年10月，任河南省煤炭工业管理局副局长；2009年2月，任河南省工业和信息化厅副厅长；2011年9月，任河南省人民政府副秘书长；2014年7月，任河南省发展和改革委员会副主任。2016年1月，任河南省人力资源和社会保障厅厅长。
2021年4月，转任河南省人民政府秘书长。2023年卸任。